# ايفيلو غابروفسكي
ايفيلو غابروفسكي (بالبلغارية: Ивайло Габровски)‏ (و. 1978  م) هو راكب دراجة هوائية بلغاري، ولد في صوفيا.

## سباقات أو مراحل فاز بها
| التاريخ        | السباق                                   | المركز                                |
| -------------- | ---------------------------------------- | ------------------------------------- |
| 01 يناير 1996  | طواف تركيا 1996                          | المركز الثاني                         |
| 01 يناير 1998  | International Tour of Torku Mevlana 1998 | المركز الثاني                         |
| 01 يناير 2001  | دريفينكويرز أوفيريجز 2001                | المركز الثالث                         |
| 17 يونيو 2001  | طواف لوكسمبورغ 2001                      | الفائز في ترتيب النقاط للشباب         |
| 08 أغسطس 2001  | 2001 Gran Premio Città di Camaiore       | المركز الثاني                         |
| 17 أغسطس 2001  | طواف أين 2001                            | الفائز في التصنيف العام، فائز المرحلة |
| 31 أغسطس 2001  | 2001 Tour du Poitou-Charentes            | المركز الثاني                         |
| 28 سبتمبر 2003 | طواف بلغاريا 2003                        | الفائز في التصنيف العام               |
| 01 يناير 2005  | 2005 Tour of Romania                     | الفائز في التصنيف العام               |
| 22 أغسطس 2006  | غروت بريجس ستاد زوتيجم 2006              | المركز الثالث                         |
| 16 سبتمبر 2006 | طواف بلغاريا 2006                        | الفائز في التصنيف العام               |
| 13 مايو 2007   | طواف تركيا 2007                          | الفائز في التصنيف العام               |
| 14 سبتمبر 2008 | طواف بلغاريا 2008                        | الفائز في التصنيف العام               |
| 17 فبراير 2009 | Grand Prix de Sharm el-Sheikh 2009       | الفائز في التصنيف العام               |
| 13 سبتمبر 2009 | طواف بلغاريا 2009                        | الفائز في التصنيف العام               |
| 18 سبتمبر 2011 | طواف بلغاريا 2011                        | الفائز في التصنيف العام               |
| 01 أبريل 2012  | Tour du Maroc 2012                       | المركز الثالث                         |

## روابط خارجية
- ايفيلو غابروفسكي على موقع أرشيف الدراجات (الإنجليزية)
- ايفيلو غابروفسكي على موقع إحصائيات الدراجات الإحترافية (الإنجليزية)
- ايفيلو غابروفسكي على موقع نسبة الدراجات (الإنجليزية)
- ايفيلو غابروفسكي على موقع CycleBase (الإنجليزية)